# Ruche horizontale à barres
Pour les articles homonymes, voir TBH.
Une ruche horizontale à barres (ou "TBH" pour "Top Bar Hive" en anglais) est une ruche sans cadre et à un seul niveau dans laquelle les rayons de cire sont suspendus à des barres amovibles. Les barres forment un toit continu sur les rayons, tandis que, dans la plupart des ruches actuelles, les cadres permettent aux abeilles de se déplacer vers le haut ou vers le bas entre les rayons. 
Ces ruches de forme rectangulaire sont plus de deux fois plus longues que les ruches à cadres à plusieurs étages couramment utilisées dans le monde Occidental. Elles sont généralement sédentaires et autorisent des méthodes d'apiculture qui n'interfèrent que très peu avec la vie de la colonie.

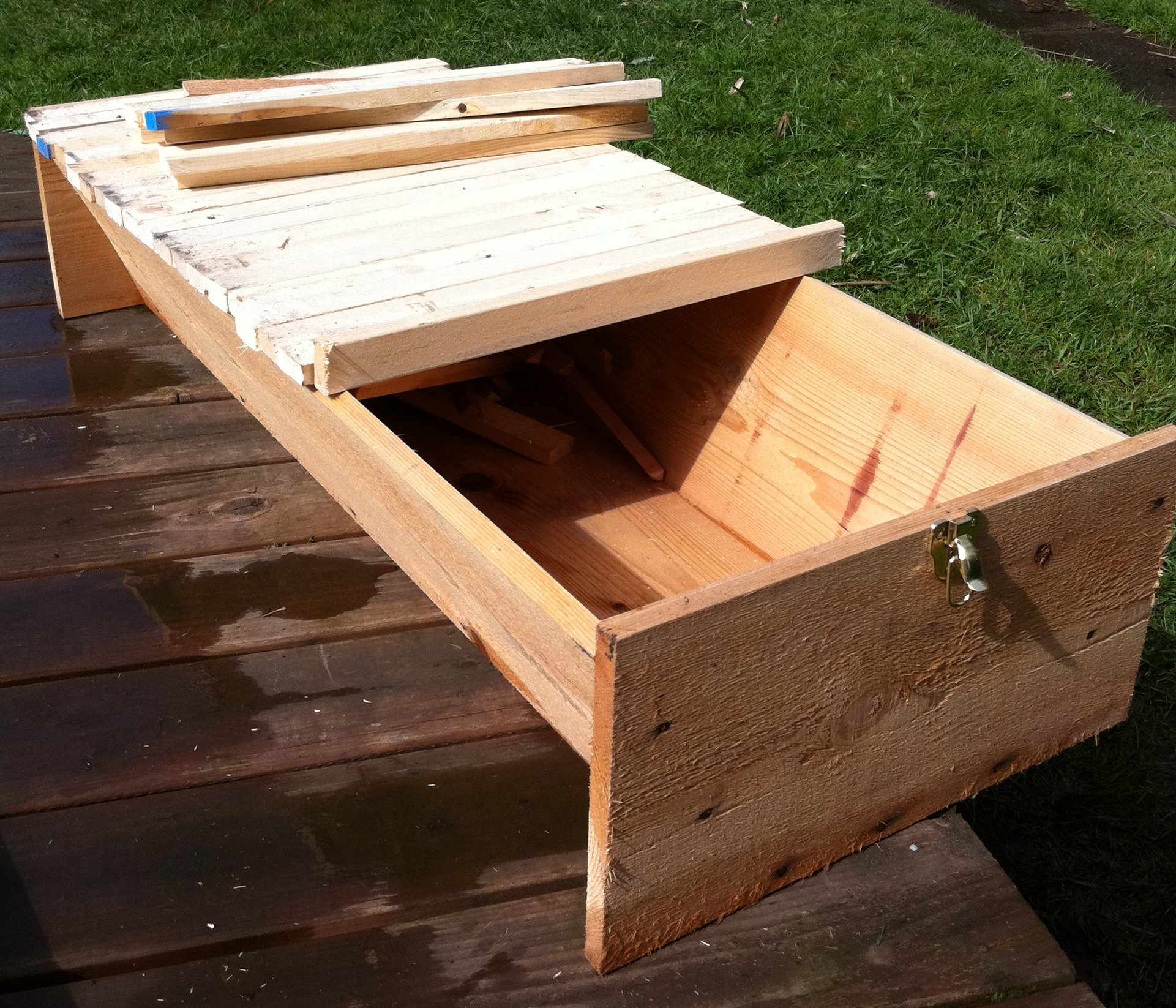
Version moderne d'une ruche horizontale à barres de type "kényane".

Les ruches horizontales à barres ont du succès auprès des apiculteurs pratiquant une apiculture naturelle, ainsi qu'auprès de ceux n'ayant pas un large accès aux matériaux et à l'équipement nécessaire à la construction de ruches complexes qui nécessitent des mesures précises, à l'image de celles des pays développés.
Bien que les deux styles les plus connus de ruches horizontales à barres soient appelés « Kényane » et « Tanzanienne », la ruche Kényane a été en fait développée au Canada, et la ruche dite Tanzanienne n'est pas la même que la ruche horizontale à barres qui a été développée en Tanzanie.

## Histoire

### Ruche en forme de baignoire

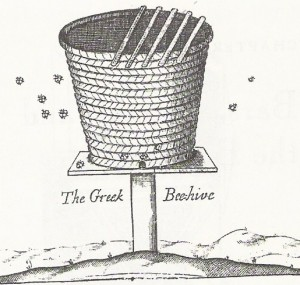
La ruche Grecque.

Bien que les ruches modernes longues, horizontales et à barre supérieure aient vu le jour au milieu du vingtième siècle, initialement pour les projets de développement, des ruches horizontales à barres ont été utilisées depuis des siècles dans certaines régions comme la Grèce. Un exemple de la ruche en forme de cuvette à barre supérieure est la ruche dite grecque qui a été décrite pour la première fois au XVIIe siècle et a été utilisée en Crète jusqu'à récemment. Les ruches à barre supérieure en forme de cuvette sont généralement assez petites pour être portables et permettent des méthodes d'apiculture qui impliquent la fusion et le fractionnement périodiques des colonies.
Bien qu'il y ait des preuves que l'apiculture était couramment pratiquée en Crète depuis la fin de la période minoenne (1600-1450 av. J.-C.), la méthode d'apiculture la plus courante dans cette région est l'utilisation d'argile ou de longues ruches cylindriques tissées.
Les longues ruches à barres modernes commencent à apparaître dans les années 1960. La conception de la ruche horizontale à barres trouve ses origines dans le travail de Tredwell et Paterson en 1965. Une ruche horizontale à barres en forme de tube fut testée en Rhodésie par Penelope Papadopoulou dans les années 1960. Des ruches identiques furent également développées au début des années 1970 par d'autres auteurs. La ruche de David (1972) était identique à la ruche kényane à la différence près que les rayons n'était pas coupés des barres au moment de la récolte mais réutilisés après extraction. William Bielby dessina également une ruche horizontale à barres en 1972 qui avait des rayons incurvés en forme de U.

### Ruche Tanzanienne
Bien que le terme «Tanzanien» soit actuellement utilisé dans les pays anglophones pour désigner une ruche kényane à côtés droits au lieu de côtés inclinés, la ruche tanzanienne originale a été développée indépendamment de la ruche kényane et avait des caractéristiques de conception qu'on ne retrouve pas dans les ruches modernes dite tanzanienne.
Jusqu'aux années 1960, les apiculteurs de la Tanzanie rurale utilisaient principalement des rondins de bois taillés en cylindre à extrémités fermées avec un trou de récolte au centre. Le fait que la récolte soit effectuée à partir du milieu de la bûche signifiait que les rayons étaient détruits chaque fois que le miel était récolté. Le gouvernement tanzanien a ensuite promu deux autres types de ruche, à savoir une ruche de bois rond qui pourrait être récoltée de chaque extrémité (de sorte que le couvain dans le centre demeure inchangé) et une ruche de planche, qui était une ruche simple. La ruche de planches n'utilisaient pas de barres mobiles, cependant les abeilles attachaient les rayons en motifs naturels au toit. L'avantage de la ruche de planches était qu'elle permettait une certaine inspection avant la récolte.
Le chercheur G. Ntenga a ensuite conçu une ruche transitoire, en 1972, basée sur la ruche de planches utilisant des barres mobiles. Cette ruche est parfois appelée la ruche transitoire tanzanienne dans la littérature, et était la ruche tanzanienne originale à barre supérieure. La ruche de Ntenga avait des mesures très précises. Il utilisait des barres supérieures avec une rainure centrale, un biseau en V ou une surface plane. La ruche pourrait compter 28 rayons. Elle était couverte de deux couvercles, couvrant chacun la moitié de la ruche.
Une variante de la ruche de Ntenga utilisait des barres supérieures de 60 mm au lieu de 30 mm de large, qui portaient chacune deux peignes au lieu d'un.

### Ruche Kényane - KTBH
La ruche, communément appelée ruche kényane (ou KTBH pour "Kenyan Top Bar Hive"), a été développée par le Dr Maurice V. Smith et le Dr Gordon Townsend de l'Université de Guelph au Canada. Elle est inspirée par les ruches traditionnelles, creusées dans un tronc d'arbre et posées horizontalement sur des tréteaux (Crète, Corse, Espagne, Lituanie). Ce projet fut parrainé par l'Agence canadienne de développement international (ACDI) dans le cadre d'un projet initial de quatre ans à l'étranger qui a débuté au Kenya en 1971. La ruche et son développement a été par la suite largement décrit par le Dr Isaac Kirea Kigatiira du Kenya, qui était un étudiant à Guelph au début des années 1970.
Bien que la direction de la ruche diffère fortement de la ruche grecque en forme de baignoire, les premières publications sur la ruche kenyane mentionnent souvent la ruche grecque comme source d'inspiration pour la ruche kenyane.
La ruche kenyane originale a été conçue pour être accrochée à des arbres ou des poteaux. D'autres variantes modernes de cette ruche, comme la ruche de Jackson utilisée en Afrique du Sud, sont également conçues comme des ruches suspendues. Suspendre la ruche à une certaine distance du sol la protège des animaux sauvages et domestiques, ainsi que des fourmis et des scarabées.
Un manuel d'apiculture avec cette ruche, écrit par Curtis Gentry en 1982, a été l’élément déclencheur pour de nombreux apiculteurs à la recherche d’une pratique plus naturelle de l’apiculture. Depuis les années 2000, la ruche horizontale fait son chemin en Europe. Après la Grande-Bretagne, c'est au tour de la France de découvrir cette ruche de loisir.
Une version à côtés droits a été développée par Henry Mulzac en 1977. Il a employé des dimensions compatibles avec la ruche Langstroth. La ruche sud-africaine de Jackson utilise également des cadres de taille Langstroth.

## Conception

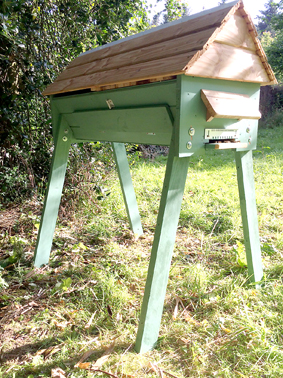
Ruche entièrement réalisée avec des palettes de récupérations.

La ruche horizontale n’a pas de dimensions standardisées, elle fait environ 1 mètre de long, 45 cm de largeur et 25 cm de hauteur. Plus le climat est chaud et moins haute sera la ruche pour éviter que les cadres ne s’effondrent. Si on a déjà des ruches verticales, on peut s'inspirer des dimensions intérieures de ses ruches Dadant ou Langstroth pour pouvoir y superposer des hausses à cadres, et ensuite transvaser les rayons dans les ruches sans difficultés.
Les trous d’entrée de 8 mm sont placés en bout de ruche, ce qui permet d’avoir le couvain au début et les réserves de miel vers le fond de la ruche.
Les parois latérales de la ruche sont inclinées à 120°. Les rayons construits par les abeilles n'y adhèrent généralement pas. Ils s’arrêtent avant de toucher les côtés pour permettre aux abeilles de circuler plus facilement dans la ruche. 
Une des façades peut recevoir une baie vitrée afin d'observer la colonie sans déranger les abeilles. Cette baie ne sera pas nécessairement protégée par un volet car les abeilles supportent très bien la lumière dans la ruche.
Les lattes de bois qui couvrent la ruche font 30 à 35 mm de largeur. Elles peuvent être équipées d’un fine amorce de cire pour guider les abeilles dans la construction de leurs rayons.
L'ensemble de ces lattes constituant le toit effectif de la ruche, le toit qu'on pose par-dessus ne sert qu'à mieux l'isoler et la protéger de la pluie. On en trouve de toutes sortes de matériaux et de formes. Il est souvent en forme de toit classique pour le côté esthétique que cela donne à la ruche mais parfois, dans les régions où la température ne pose pas de problème, on pose simplement une plaque de bois sur les lattes. Un vrai toit peut aussi servir de coffre de rangement pour les outils de la ruche.
Le fond de la ruche reçoit une grille métallique et est protégé des courants d'air. Ce fin grillage permet une bonne ventilation à l’intérieur (et donc un bon séchage du miel) comme sur les ruches Warré, tout en évitant aux abeilles la propolisation du grillage. 
Une fente de 10 mm de large est présente sur toute la longueur de la ruche en partie basse afin d'évacuer automatiquement les saletés et le varroa à l'extérieur de la ruche. Cette fente ne doit pas être obstruée même en hiver.  Pour appliquer l'acide formique anti-varroa, il suffit de coincer pendant 24 h un chiffon imbibé d'acide formique dans toute la longueur de ladite fente.
Les pignons de la ruche peuvent servir de support aux pieds qui soutiennent l’ensemble. La hauteur de cette ruche permet un travail confortable et est apprécié des personnes souffrant du mal de dos. En Occident, la ruche horizontale à barre supérieure est généralement montée sur un ensemble de pieds qui élèvent la ruche à une hauteur de travail confortable pour les apiculteurs. Dans les pays africains, la hauteur de la ruche est souvent déterminée par le type d'animal dont la ruche est censée être protégée.
Un des pignons est équipé d’une porte d’entrée. Une petite piste d’envol ainsi qu’une porte métallique complètent ce pignon avant de la ruche. Celui-ci est généralement dirigé vers le Sud ou Sud Est, laissant le pignon arrière au froid et au vent. 
Entre ces deux pignons, un séparateur amovible permet de partitionner la ruche en deux parties. L’apiculteur ajuste le volume nécessaire à la colonie pour son bon développement. Cet agencement peut être différent d’un apiculteur à l’autre, d’une région à l’autre. Il n’y a que deux éléments qui ne changent pas : l’angle des façades et la largeurs des lattes. Certains font l’entrée en fente sur le côté ou des orifices circulaires au milieu de la façade ou sur le pignon.

## Vie de la colonie

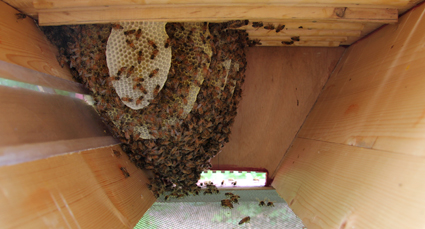
Colonie à l'intérieur d'une ruche horizontale.

Les abeilles commencent à construire le premier rayon près de la porte d’entrée. En pleine période, un rayon complet peut être fabriqué en deux jours. Il y a toujours deux ou trois rayons à démarrer : les abeilles s’accrochent aux amorces des lattes du plafond (le lattis) tel un rideau et maçonnent le rayon en cours avec de la cire qu’elles décrochent de leur abdomen. Cette construction naturelle permet à la colonie de fabriquer leurs alvéoles sur mesure. La colonie s’installe près de la porte sur les premiers rayons, et au fur et à mesure que la colonie grandit, les rayons avancent vers le centre de la ruche.
Les rayons qui suivent, reçoivent le nectar qui sera transformé en miel. La reine pond dans les rayons réservés au couvain, elle commence à pondre au centre puis de façon concentrique dépose ses œufs un à un dans les alvéoles. Puis elle passe à l’autre rayon et ainsi de suite. Dès qu’une naissance intervient, une nettoyeuse s’occupe de préparer l’alvéole pour une prochaine ponte de la reine.

## Récolte

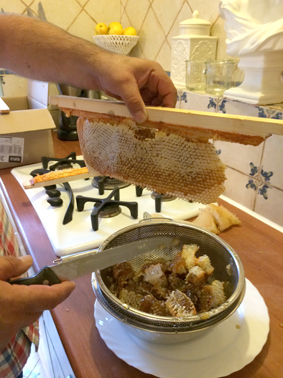
Un couteau, une passoire, un saladier suffisent à récolter le miel.

Contrairement à l'apiculture conventionnelle où le miel est récolté à la fin de l'été, l'apiculteur en ruche horizontale laisse le miel en priorité aux abeilles. Elles puisent ainsi dans leur réserve tout au long de l'hiver. La récolte a lieu au printemps, comme le faisait nos anciens. Le jour de la ruche était le 20 germinal dans le calendrier républicain (qui correspond au 9 avril).
Une petite récolte en début d’automne est possible quand les réserves sont visiblement supérieures aux besoins. Laissant ainsi la majorité du miel pour la colonie. Puis une deuxième récolte au printemps permet de récolter ce que la colonie n'a pas consommé pendant l'hiver et de faire de la place pour le pollen de printemps. 
Un couteau, une passoire, un saladier suffisent à l'extraction du miel provenant d'un rayon de ruche horizontale.
Après avoir lacéré le rayon dans la passoire, une nuit d'écoulement est nécessaire. Un filtrage avec un tamis est conseillé afin de retenir les principales impuretés de cire.
Il est préférable d'utiliser des pots de petite contenance afin de garantir une meilleure conservation. Ils resteront dans un placard, à l'abri de la lumière et de la chaleur dans l'attente d'être consommés.
Contrairement au vin, le miel ne se bonifie pas. Il peut rester une année en bocal à l'abri de la lumière pour conserver toutes ses propriétés.